# Espace L∞
En mathématiques, l'espace L∞ est un des espaces classiques de l'analyse fonctionnelle. Il est constitué de fonctions mesurables bornées, modulo la relation d'égalité presque partout. Il s'agit d'un espace de Banach qui vient s'ajouter à la famille des espaces Lp de fonctions mesurables dont la puissance p-ième est intégrable. C'est même une algèbre de von Neumann commutative.

## Définition

### Borne supérieure essentielle
Soit un espace mesuré {\displaystyle (X,{\mathcal {A}},\mu )} et f une fonction sur X à valeurs réelles. Un réel a est appelé un presque majorant de f si f(x) ≤ a pour presque tout élément x de X, autrement dit : si l'ensemble
{\displaystyle \{x\in X\mid f(x)>a\}}
est négligeable, c'est-à-dire inclus dans un ensemble de mesure nulle.
Si f admet des presque majorants, on peut définir sa borne supérieure essentielle comme le plus petit d'entre eux.
On peut définir de façon analogue la notion de borne inférieure essentielle et, bien sûr, pour une fonction bornée, les bornes et bornes essentielles sont reliées par 
{\displaystyle \inf f\leq \inf \mathrm {ess} f\leq \sup \mathrm {ess} f\leq \sup f.}

### Fonctions essentiellement bornées
La fonction f est dite essentiellement bornée lorsque la fonction {\displaystyle x\mapsto |f(x)|} possède un presque majorant. On note alors
{\displaystyle \|f\|_{\infty }=\sup \mathrm {ess} |f|}
ce qui constitue une semi-norme sur l'espace vectoriel des fonctions essentiellement bornées.
L'espace L∞ est l'espace quotient de l'espace des fonctions mesurables essentiellement bornées (ou simplement : des fonctions mesurables bornées) par le sous-espace de celles qui sont nulles presque partout. Il est muni de la norme ║ ║∞ obtenue par passage au quotient.